# Regimiento de Infantería n.º 22 "Lautaro"
El Regimiento de Infantería N.º 22 "Lautaro" fue un antiguo regimiento perteneciente a la II División del Ejército de Chile. Tuvo distintas guarniciones, culminando en Rancagua, para pasar a la guarnición de Peldehue como Regimiento Reforzado N.° 22 "Lautaro" en 2001, en el Fuerte Arteaga. El año 2006 se cierra definitivamente el Regimiento "Lautaro", ocupando su cuartel la actual Brigada de Operaciones Especiales "Lautaro".

## Historia

### Guerra del Guano y del Salitre
El Regimiento se formó como batallón el 2 de mayo de 1879 en Valparaíso. Su nombre fue en honor al cacique Lautaro, por su genio militar. En sus comienzos estaba en el cerro Barón y había acogido a chilenos expulsados de Perú y Bolivia y a voluntarios de brigadas cívicas de San Felipe y Limache para "engancharse" e ir a combatir al norte. En junio de ese mismo año fue elevado a la categoría de regimiento y contaba con dos batallones de 600 plazas. Su primer comandante fue Coronel Mauricio Muñoz, en Quillota, donde sus hombres fueron preparados para reforzar las fuerzas en operaciones en el norte.
Sus hombres participaron en la mayoría de las batallas de la guerra del guano y del saitre, como las de las de Tacna, Arica, Chorrillos, Miraflores, y en numerosas campañas de la sierra, hasta la rendición de Puno de 1883. Al término de la guerra, en 1884, el regimiento regresa a Chile y se desmoviliza.

### Guerra Civil de 1891
En 1891 fue reorganizado para la Guerra Civil. 

### SigloXXI
Posteriormente su cuartel se traslada a Rancagua y vivió una serie de etapas que culminaron con el Decreto Supremo del 26 de octubre de 2001, que disponía que a partir del 1 de enero del año siguiente se cerrara el regimiento. Se creó Regimiento Reforzado N.º 22 "Lautaro" del General Justo Arteaga Cuevas en el Fuerte Arteaga de Peldehue, integrándose los ex-regimientos de Artillería N.º 1 "Tacna", el Regimiento de Caballería Blindada N.º 10 "Libertadores" y el Comando de Apoyo Administrativo del Fuerte. Posteriormente el Batallón de Paracaidistas N.º 1 "Pelantaru" se integró al regimiento. A fines de 2006 se cierra definitivamente el Regimiento "Lautaro" y el 1 de enero de 2007 se crea la Brigada de Operaciones Especiales "Lautaro" (B.O.E.).